# Путч 17—18 июля
Путч 17—18 июля 1936 года (исп. Pronunciamiento del 17 y 18 de julio de 1936) — попытка государственного переворота в Испании, организованная частью армейского командования при участии правых и ультраправых политических партий страны. Закончился частичным успехом, послужил началом Гражданской войны в Испании.

## Причины и подготовка
Непосредственной причиной Июльского путча послужило неприятие политики Второй республики значительной частью испанского общества, в том числе и большинством офицеров, усугубившееся после победы на парламентских выборах 1936 года Народного фронта (коалиции либеральных и левых партий, где руководящую роль играли левые либералы, социалистическая и коммунистическая партии). Народный фронт победил враждебные ему правые партии с небольшим перевесом, но его хватило для получения парламентского большинства и права на формирование правительства, которое сначала возглавил лидер леволиберальной партии «Левые республиканцы» Мануэль Асанья. Власть левых была ещё более усилена после досрочного смещения в апреле 1936 г. консервативного президента Нисето Алькала Саморы, после чего Асанья занял его место, а премьер-министром стал близкий к Асанье Сантьяго Касарес Кирога.
Придя к власти, Народный фронт ускорил реформы, начатые еще в 1932—1933 гг. Особо следует выделить следующие её меры, послужившие причинами путча 18 июля.
- сокращение генералитета и офицерского корпуса, отстранение от ключевых должностей консервативных и право-радикальных генералов и офицеров;
- постепенное отчуждение за выкуп излишков помещичьих земель и передача их крестьянам (распределено 750 тыс. га земли);
- прекращение преследования профсоюзов за их конфликты с предпринимателями;
- отделение от государства католической церкви;
- Нарастание насилия в стране, терактов и столкновений между правыми и левыми радикалами.[2]

Значительная часть офицеров стала противниками Второй республики ещё с первых месяцев её существования в Испании (1931 год). Главной причиной этому послужило сокращение численности армии и средств на её содержание при новой власти. Так, в августе 1932 часть военных предприняла попытку путча под руководством генерала Хосе Санхурхо, закончившуюся неудачей. А в 1935 под руководством того же Санхурхо, жившего в эмиграции, был создан Испанский военный союз (ИВС) — полулегальное объединение консервативно настроенных офицеров.
Своей целью ИВС поставил «спасение Испании», то есть смену власти в стране путём военного переворота. Ещё в феврале 1936 года, когда стали известны результаты парламентских выборов, лидеры ИВС генералы Франсиско Франко и Мануэль Годед попытались сорвать передачу власти от правоцентристской коалиции Народному фронту. Президент страны Н. Алькала Самора оставил вопрос о признании выборов недействительными на усмотрение премьер-министра Портелы Вильядареса, а тот не решился на это, опасаясь, что попытка «украсть победу» у Народного фронта может вызвать гражданскую войну немедленно.
Правительство Касареса Кироги попыталось парализовать деятельность ИВС, отправив его наиболее видных членов служить в отдалённые области страны; так, Франко был переведён на Канарские острова, Годед — на Балеарские острова, а фактический глава ИВС генерал Эмилио Мола по прозвищу «Директор» — Наварру. Также новыми властями поощрялась деятельность в войсках лояльного Народному фронту Республиканского антифашистского военного союза (РАВСа). Правые радикалы, прежде всего фалангисты пытались ответить на это убийствами левых военных. Например, 12 июля 1936 был убит левый лейтенант штурмовой гвардии Кастильо. В отместку товарищи лейтенанта во главе с капитаном Кондесом 13 июля 1936 убили одного из лидеров оппозиции, праворадикального профашистского идеолога Хосе Кальво Сотело. На руководящие должности в армии назначались почти исключительно политически благонадёжные офицеры.
Однако это не помешало Моле и его помощникам продолжить подготовку антиправительственного выступления. Заговорщики получили согласие на участие в мятеже со стороны большинства испанских высокопоставленных офицеров, имевших боевой опыт и награды. Исключением стали испанские ВВС, где среди военнослужащих традиционно сильны были либеральные и социалистические идеи. Моле после переговоров удалось добиться соглашения о совместных действиях с гражданскими политиками: монархистами (как с легитимистскими, так и с карлистскими) и ультраправой Испанской Фалангой. Позиции заговорщиков были сильны в гражданской гвардии — испанская военизированная полиция, чьи полномочия были существенно уменьшены республикой. Но большинство офицеров штурмовой гвардии, созданной для защиты республики, остались лояльны республике.
Примечательным является тот факт, что Мола не стал заручаться поддержкой иностранных государств. Переговоры о военной помощи с фашистской Италией и национал-социалистической Германией путчисты начнут уже после своего выступления.
Несмотря на все усилия Молы и его окружения, отдельные сведения о заговоре доходили до республиканских властей. «Директора» даже обыскивала республиканская контрразведка. 23 июня генерал Франко, явно не убеждённый в успехе мятежа, написал главе правительства письмо с двусмысленными намёками на скорое выступление военных и просьбой о своём обратном переводе в континентальную Испанию. Однако Касарес Кирога не придавал слухам о мятеже значения, и письмо Франко проигнорировал. Только после этого будущий каудильо окончательно дал согласие на участие в путче.
Дата мятежа несколько раз переносилось по разным причинам. Окончательным временем начала выступления стало 17 часов 17 июля. По плану Молы, сначала должны были восстать войска в Испанском Марокко, а затем и в континентальной Испании.

## Мятеж в Испанском Марокко и на юге Испании

Соотношение сил сторон в первые дни мятежа

Мятеж в Испанском Марокко начался раньше указанного Молой срока. Ещё 16 июля начинается бунт в марокканских частях («Туземных регулярных войсках»), насчитывавших в общей сложности 14 тысяч человек. Марокканцы были равнодушны ко Второй республике, так как она ничего не изменила в их жизни, а участие в мятеже сулило добычу и повышение в звании. Поддержало мятеж и исламское духовенство Марокко.
Другой ударной силой мятежа стал 11-тысячный испанский Иностранный легион, набранный из иностранных искателей приключений и преступников. Против республики выступили и собственно испанские части Африканской армии (20 тысяч человек). Африканская армия имела боевой опыт в Рифской войне и считалась элитной в испанских вооружённых силах. Она была несравненно сильнее континентальных войск, и, то, что Африканская армия почти в полном составе примкнула к мятежу, стало существенным успехом руководителей путча.
До правительства в Мадриде доходили слухи, что войска в Марокко скоро восстанут. Касарес Кирога связался с командующим войсками протектората генералом Гомесом Прадо и попросил его доложить о ситуации в Испанском Марокко. Гомес Прадо был лоялен республике, но абсолютно не владел ситуацией и ничего определённого доложить не смог. Вскоре его арестовали мятежники.
Мятеж в Марокко прошёл достаточно быстро и успешно. Уже к вечеру 17 июля восставшие войска взяли власть в столице протектората Тетуане, Мелилье, Сеуте и других его крупных городах. Путчисты распространяли обращение генерала Франко, который в это время руководил мятежом на Канарских островах. В обращении, выдержанном в демократической риторике, ни слова не было об установлении военной диктатуры, говорилось лишь о необходимости борьбы с анархией и установления порядка в Испании.
Сопротивление путчистам в Марокко оказывали в основном лишь немногочисленные активисты левых партий и профсоюзов. Из военных против путчистов выступили лишь части ВВС: аэродром Сания-Рамель майора Лапуэнте и база гидросамолётов в Аталойоне лейтенанта Ларета. Однако оба очага сопротивления были быстро взяты, а их организаторы расстреляны (Лапуэнте не спасло даже родство с Франко — они были кузенами). Расстреляны были и почти все офицеры Марокко, занимавшие высшие командные должности, как правило, поддерживавшие Народный фронт.
Утверждается, что мятежниками из Марокко была передан условная фраза в Испанию: «Над всей Испанией безоблачное небо» как сигнал к мятежу уже в самой метрополии. Однако испанские источники это не подтверждают, и многие испанские историки ставят это под сомнение.
По плану Молы важная роль отводилась южной испанской провинции Андалусия. Она должна была стать плацдармом для высадки Африканской армии и её наступления на север. Однако «Директор» осознавал, что взять под контроль хотя бы часть Андалусии будет непросто; в этом регионе Народный фронт пользовался широкой поддержкой населения, а андалузская столица Севилья считалась оплотом испанских анархистов и коммунистов.
Показательно, что мятежом в Севилье поручили руководить не местному военному, а престарелому главе корпуса карабинеров генералу Гонсало Кейпо де Льяно. Кейпо де Льяно был известен как либерал и борец с монархией, поэтому абсолютно не подозревался властями в участии в мятеже. Однако днем 18 июля он вместе с четырьмя преданными офицерами явился к командующему гарнизоном города и арестовал того, заявив, что уже вся Испания во власти восставших. Таким же способом Кейпо де Льяно взял под контроль все важные учреждения в городе, а вечером по радио сообщил об полном успехе путча во всей Испании и Севилье в частности, всему городу.

Силы испанского Иностранного легиона ожидают приказа на погрузку в германский Ю-52, закамуфлированный опознавательными знаками Испании. Тетуан, 1936

Однако ложь быстро вскрылась — Кейпо де Льяно удерживал лишь центр Севильи, и располагал лишь менее чем двумястами сторонников. Коммунисты и анархисты стали спешно формировать свои отряды, на их сторону решительно встала местная штурмовая гвардия (альтернативная полиция, созданная при республике в противовес гражданской гвардии). Однако у противников Кейпо де Льяно почти не было оружия, а власти города отказались им выдавать его. К тому же гарнизон Севильи после некоторых раздумий примкнул к путчистам, а 20 июля в город начали прибывать части Африканской армии. Тем не менее, в Севилье ещё неделю шли уличные бои, закончившиеся победой Кейпо де Льяно.
Высадка «африканцев» и бездействие республиканских гражданских и военных властей позволили взять путчистам верх в ряде других андалузских городов — Кадисе, Альхесирасе, Гранаде, Кордове. В Малаге, Хаэне, Уэльве и Альмерии путч закончился неудачей, так как сторонники Народного фронта действовали решительнее, но нужный мятежникам плацдарм в Андалузии был создан.
На взятой под контроль территории Кейпо де Льяно ввёл военное положение и начал репрессии в отношении не только активистов Народного фронта, но и офицеров, не примкнувших к мятежу. Так, был расстрелян военный губернатор Кордовы генерал Мигель Кампинс, хотя тот был верующим католиком, консерватором по убеждениям и отказался выдать оружие сторонникам республики. Кампинса не спасли даже просьбы о помиловании со стороны его старого друга Франко. В те же дни в Гранаде был казнён путчистами и великий испанский поэт Федерико Гарсиа Лорка.

## Реакция правительства на путч. События в Мадриде
Первоначально правительство Касареса Кироги не придало мятежу серьёзного значения. Правительственная радиосводка утром 18 июля утверждала:
В некоторых районах протектората отмечено повстанческое движение. Но на полуострове никто к этому заговору сумасшедших не примкнул. Правительственных сил достаточно для его скорого подавления.
События того дня показали, что путч представляет для Испанской республики серьёзную опасность. Однако Касарес Кирога продолжал неверно оценивать ситуацию и упорно отказывался разрешить выдавать сторонникам Народного фронта оружие. Он лишь объявил о смещении лидеров путча со своих постов, роспуске восставших армейских частей и отмене объявленного путчистами военного положения. Этих мер было явно недостаточно, и Касарес Кирога покинул свой пост в ночь с 18 на 19 июля.
Новым председателем правительства был назначен умеренный либерал Диего Мартинес Баррио. Мартинес Баррио по телефону связался с генералом Молой в Памплоне и попытался склонить того к прекращению мятежа, предложив сформировать правительство национального единства. Но Мола отказал:
Народный фронт не может обеспечить порядок. У вас есть свои сторонники, а у меня свои. Если бы мы заключили сделку, мы предали бы и свои идеалы, и своих людей. И нас обоих стоило бы повесить.
Среди левых партий и профсоюзов поступок Мартинеса Баррио вызвал негодование. Нового премьер-министра обвинили в измене и капитулянтстве, и уже через 8 часов он был вынужден оставить свой пост. Формирование нового правительства президент Асанья поручил левому либералу Хосе Хиралю. Тот тут же санкционировал выдачу оружия партиям и профсоюзам Народного фронта. Эта мера, хоть и явно запоздала, помешала путчистам взять вверх на значительной территории Испании.
В самом же Мадриде долгое время не происходило значимых событий. На улицах города 18 июля шли бои между гражданскими сторонниками и противниками Народного фронта, а армия не вмешивалась в события. Только во второй половине дня 19 июля находившийся в пригородных казармах Ла-Монтанья генерал Хоакин Фанхуль взял на себя командование столичным военным округом и объявил военное положение в Мадриде.
Однако ополчение сторонников республики действовало гораздо решительнее. В ночь с 19 на 20 июля они взяли штурмом казармы в мадридском пригороде Карабанчеле. Фанхуль не решился выступать своими силами, и к 20 июля был блокирован республиканцами в Ла-Монтанье. Генерал дважды отказался сдаться, и 21 июля его казармы после артобстрелов и авианалёта были взяты противниками. Сам Фанхуль был взят в плен и впоследствии расстрелян.
Таким образом, путч в столице провалился. Во многом этому поспособствовало решение Хираля выдать оружие Народному фронту. Оно же помешало взбунтовавшимся военным взять власть во многих других городах и регионах Испании.

## Путч в других регионах Испании

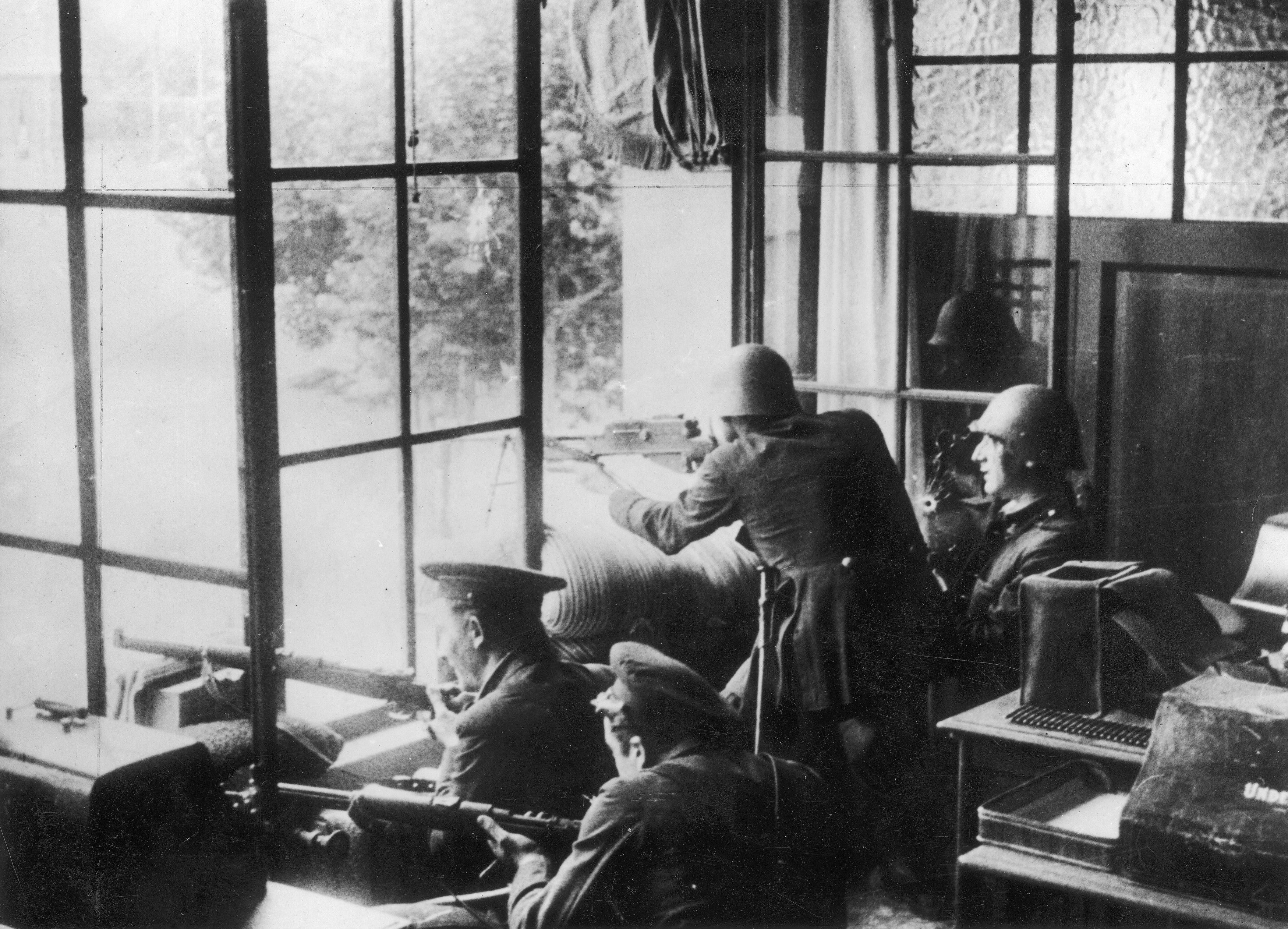
Солдаты Правительственных войск и Охранно-штурмового корпуса во время боев в Барселоне.

Как и предполагал Мола, легче всего оказалось взять власть в патриархальных Наварре и Старой Кастилии. Основное население этих регионов составляло зажиточное крестьянство, ненавидевшее республику; кастильские и наваррские (рекете) ополченцы впоследствии были одними из самых стойких бойцов в армии испанских националистов. Мятеж в Памплоне, Бургосе, Саламанке и Вальядолиде фактически носил характер народного праздника. Сопротивление оказывали немногочисленные активисты Народного фронта и переведённые из других регионов Испании офицеры-республиканцы.
Так, 18 июля был арестован командовавший VI военным округом генерал Доминго Батет. Батет догадывался о скором мятеже, но буквально за день до мятежа Мола дал ему слово, что ничего не знает ни о каком заговоре против правительства. Через полгода, во многом по настоянию Франко, Батет будет казнён, хотя многие военные, например, Кейпо де Льяно, выступали в его защиту. Командующий VII военным округом генерал Мольеро оказал при аресте вооружённое сопротивление путчистам и погиб в перестрелке.
В другом северо-западном регионе Испании, Галисии симпатии населения к республике были куда сильнее. Заговор в Галисии был организован полковником Пабло Мартиносом Алонсо,  командовавшим 8-м пехотным полком в городе Ла-Корунья, и полковником Энрике Кановасом Лакрузом, командовавшим инженерными полком в городе Виго. Сам заговор был плохо организован, а сами его участники с 17 по 19 июля оставались пассивны. Лояльный республике генерал Энрике Сальседо Молинуэво получил 18 июля телеграмму от Кейпо де Льяно с просьбой присоединиться к восстанию, а затем 19 июля телефонный звонок от генерала Эмилио Мола. На обе просьбы он ответил отказом, однако ничего не предпринял для того, чтобы противостоять заговорщикам. Несмотря на слабое положение заговорщиков, находившихся в провинции Ла-Корунье и крупном городе Виго, те решились выступить 20 июля. Поводом послужила попытка Энрике Сальседо уволить офицеров, подозреваемых в заговоре. Попытка генерала Рохелио Каридада Питы подавить восстание окончилось провалом, поскольку он не имел у себя в подчинении лояльных правительству войск, а лояльный республике контр-адмирал Антонио Азарола Грасильон отказался открыть двери арсенала, чтобы вооружить профсоюзы и левые политические партии, которые могли бы обречь на поражение восстание в этом регионе. Тем не менее, уличные бои в городах Галисии шли ещё в течение недели. Путчистам удалось достичь успеха, они взяли под контроль всю Галисию, в том числе и одну из крупнейших баз испанского военного флота Эль-Ферроль.
На севере Испании, в Астурии, Кантабрии и баскских провинциях Алава, Гипускоа и Бискайя, мятеж предсказуемо провалился. Определённые надежды Мола возлагал лишь на консервативную Страну Басков, однако здесь баски, впрочем, как и присоединённая к Стране Басков республиканцами Наварра, получили от правительства Народного фронта автономию, чему противились испанские правые партии, и даже правые баскские националисты-клерикалы несмотря на традиционные карлистские симпатии восставать против республики не собирались, так как, в отличие от Наварры, где правили левые, в других частях Страны басков власть была у правых баскских националистов-клерикалов. В баскской столице Бильбао мятеж был сорван — офицеры, подозреваемые в заговоре, были арестованы ещё до того, как начали действовать. Войска восстали лишь в Сан-Себастьяне, но к 24 июля после ожесточённых боев путчисты были блокированы в гостинице в центре города и капитулировали.
Путчисты захватили Овьедо, центр шахтёрской провинции Астурия, где были очень сильны позиции социалистов и коммунистов. В 1934 году они подняли в Астурии восстание, протестуя против перехода власти к правым республиканцам. Но и тогда левым не удалось захватить Овьедо. С началом мятежа в 1936 г. командующий военным округом генерал Антонио Аранда заверил активистов Народного фронта в своей лояльности. Более того, когда часть ополчения астурийских рабочих решила двинуться в Мадрид на помощь правительству, Аранда даже выдал им партию винтовок и пулемётов.
Однако как только большая часть вооружённых сторонников Народного фронта покинула Овьедо, Аранда немедленно арестовал и приказал расстрелять местных лидеров ИСРП и КПИ. Власть в городе немедленно перешла к военным и гражданской гвардии. Тем не менее, отряды шахтёров быстро блокировали город, и вплоть до 17 октября войска Аранды были вынуждены держать круговую оборону Овьедо.
Путч в столице Арагона Сарагосе прошёл во многом аналогично событиям в Овьедо и Севилье. Командовавший V военным округом генерал Мигель Кабанельяс был известен как сторонник республики. Он принимал участие в антимонархическом заговоре, затем даже был депутатом парламента от либеральной Радикальной партии. Поговаривали, что к участию в путче его принудили буквально под дулом пистолета.
С началом мятежа Кабанельяс заверил правительство в своей безусловной лояльности. Однако 18 июля он арестовывает верного республике генерального инспектора авиации генерала Мигеля Нуньеса де Прадо, а рано утром 19 июля вводит в Сарагосе военное положение. Сарагоса имела репутацию анархистского города, но ни ФАИ, ни НКТ реального сопротивления Кабанельсу не оказали. Помимо Сарагосы, путч закончился успехом ещё в некоторых городах Арагона (Хаке, Теруэле, Уэске и т. д.).
Испанский Левант и Каталония полностью остались в составе республики. В столице Леванта Валенсии мятеж не состоялся вообще. Лишь в Альбасете гражданские гвардейцы сумели взять власть, но уже через неделю ополченцы-республиканцы восстановили в городе исходное положение.
У путчистов были низкие шансы на успех в Каталонии и её столице Барселоне, крупнейшем на тот момент городе Испании. Барселона была оплотом не только каталонской национал-либеральной «Эскерры», но и ультралевых анархистских ФАИ-НКТ и коммунистической антисталинской партии ПОУМ. Служивший там младший брат Молы Роман советовал Эмилио даже не пытаться свергнуть республику в Барселоне. Но «Директор» решил рискнуть.
На рассвете 19 июля в городском порту высадились войска генерала Годеда — днем ранее они легко взяли власть на Канарских островах. Войска Годеда действовали быстро и решительно, они быстро арестовали офицеров-республиканцев и стали контролировать центр Барселоны с её важнейшими учреждениями (вокзалом, почтой, телеграфом и т. д.).
Однако барселонские анархисты захватили городской арсенал, раздав оружие своим сторонникам. К вечеру того же дня путчисты были окружены. Роман Мола погиб в бою. Годед был взят в плен и вскоре казнён. В остальных каталонских городах мятеж не состоялся вообще.

## Мятеж на флоте
В сложившейся ситуации важная роль отводилась испанским военно-морским силам (2 линкора, 7 крейсеров, 17 эсминцев, 8 миноносцев, 5 канонерских и 12 подводных лодок, где с учётом береговых частей служило около 35 тысяч человек). Они могли либо перебросить Африканскую армию в Испанию, либо оставить её в Марокко. Всё зависело от того, кто возьмёт верх — поддерживавшие путч офицеры, либо находившиеся под влиянием Народного фронта матросы.
Так, 18 июля эсминец «Чурукка», не осведомлённый о мятеже, перебросил в Андалусию батальон («бандеру») Иностранного легиона. Но вскоре экипаж «Чурукки» узнал о путче и отказался выполнять приказы офицеров и взял командование на себя. Вскоре аналогичные события произошли на крейсерах «Либертад» и «Сервантес». Неудачей закончились попытки заговорщиков заполучить хотя бы одну подводную лодку.
В итоге, большая часть флота осталась у правительства республики. Мятежникам достались лишь, главным образом, корабли, стоявшие в порту Эль-Ферроля: старый линкор «Эспанья», строящиеся крейсеры «Канариас» и «Балеарес», два лёгких крейсера и четыре канонерские лодки.
Однако, с другой стороны, большая часть морских офицеров поддержала мятеж. Они были убиты в боях с матросами, либо ими арестованы. Республика лишилась большего числа грамотных морских специалистов — 17 адмиралов из 21, 29 капитанов 1 ранга из 31, 58 капитанов 2 ранга из 65 и т. д.

## Итоги
К 22 июля можно было подвести окончательные итоги мятежа. Восставшие военные взяли верх на трети испанской территории (175 тысяч кв. км.). Основную часть их территории составлял консервативный аграрный северо-запад страны. Из десяти крупнейших городов Испании путчисты смогли взять лишь Севилью и Сарагосу.

Регионы Испании, поддержавшие республику (выделены розовым) и поддержавшие путч (выделены коричневым)

Мятеж показал, что большинство испанцев на тот момент поддерживали Вторую республику и Народный фронт. Почти везде, где мятежникам было оказано активное вооружённое сопротивление, путч окончился неудачей. В первые дни войны порядок и послушание населения на своей территории восставшие военные и их союзники были вынуждены поддерживать жестокими репрессиями. Так, только в Сарагосе в первые дни после захвата власти путчистами было казнено более 2 тысяч человек, а в Ла-Корунье — более 7 тысяч.
Мятежники испытывали острую нехватку не только в самолётах и военных кораблях, но и в патронах и в стрелковом оружии. Большинство испанских военных заводов находилось в Астурии и Каталонии, а эти регионы были решительно на стороне республики.
Ещё одним ударом по путчистам стала гибель их лидера генерала Санхурхо. Он погиб 20 июля в авиакатастрофе при перелёте из Португалии, где жил последние годы, в Бургос. Равного ему по авторитету среди лидеров путчистов не было. Было спешно составлено коллегиальное руководство восставшими («Хунта национальной обороны») под председательством генерала Кабанельяса. Хунта объявила себя и свои войска «национальными силами», националистами, ведущими борьбу за защиту религии, наведение порядка и уничтожение коммунистической угрозы Испании.
Однако с другой стороны, мятежникам удалось привлечь на свою сторону большую часть сухопутных войск. Их поддержали главные поставщики аграрной продукции страны — Старая Кастилия и Наварра, что позволило националистам не испытывать проблем с продовольствием. В их рядах не было межпартийных раздоров, а в войсках царила строгая дисциплина, в то время как республиканцы ни тем, ни тем похвастаться не могли. К путчу сочувственно отнеслись и многие зарубежные государства, в первую очередь соседняя салазаровская Португалия, а также фашистская Италия и нацистская Германия, которые вскоре стали оказывать войскам Молы и Франко активную поддержку.
Таким образом, путч перешёл в гражданскую войну.